# Defendu

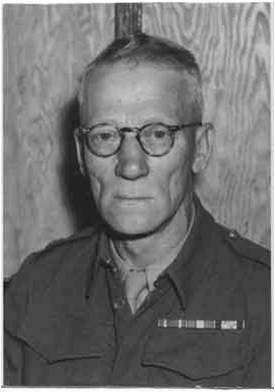
William Ewart Fairbairn fue un oficial de policía y de la Marina Real Británica.

Defendu es un arte marcial desarrollado para los miembros de la OSS, hoy la CIA, así como para los SOE (Special Operations Executive), entrenados en el "Campamento X" durante la Segunda Guerra Mundial. El objetivo al crear el Defendu era elaborar un sistema de pelea occidental que los soldados pudieran aprender en un lapso breve de tiempo y que los preparara para poder enfrentar a los japoneses en igualdad o superioridad de circunstancias; es decir, un sistema que superara a cualquier arte marcial de origen oriental. Se reconoce como fundador del Defendu al británico William Ewart Fairbairn. Fairbarn era un cinturón negro del Instituto Kodokan. Este arte marcial se compone de Boxeo, Judo, Jiu jitsu, Savate, Lucha Libre y Pelea callejera.